# Richard Pole (Ritter)

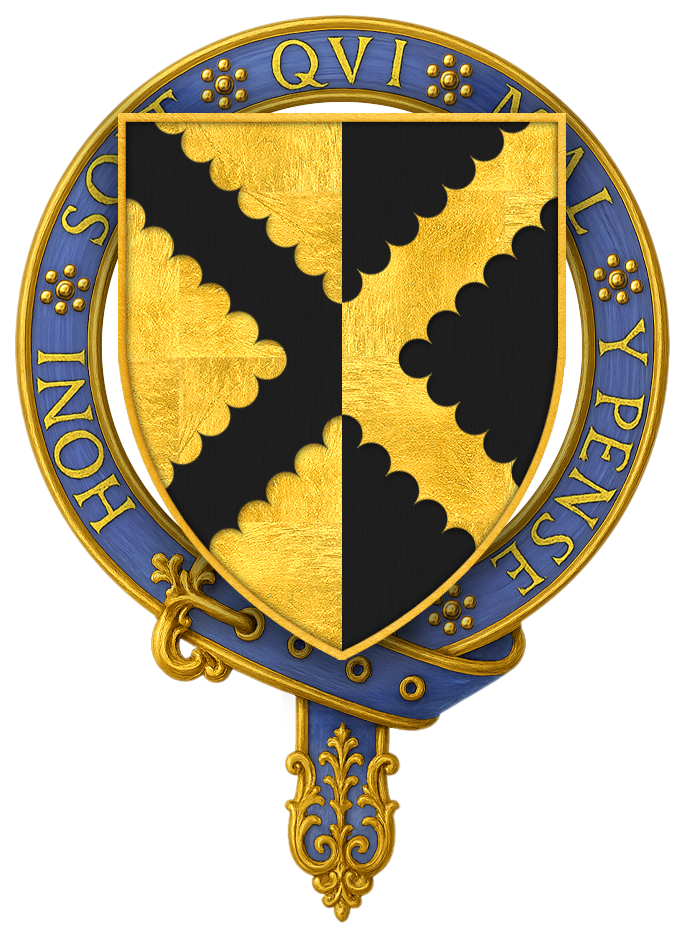
Wappen des Sir Richard Pole als Ritter des Hosenbandordens

Sir Richard Pole (* 1462; † 1505) war ein englischer Ritter walisischer Abstammung, der den englischen König Heinrich VII. unterstützte und sehr nahe stand. Er wurde zum Ritter des Hosenbandordens ernannt und war mit Margaret Plantagenet, einem Mitglied der Plantagenet-Dynastie, verheiratet. Diese Heirat stärkte die Allianz zwischen Haus York und Haus Lancaster zum Haus Tudor.

## Familie
Er war der Nachfahre einer uralten walisischen Familie und gehörte der Landed gentry von Buckinghamshire an. Er war der Sohn von Geoffrey Pole, Esquire, (1431–1474) der die Güter Worrell in Cheshire und Wythurn bei Medmenham in Buckinghamshire besaß. Seine Mutter war Edith St John, die Tochter von Sir Oliver St John, of Bletso in Bedfordshire, und die Halbschwester von Lady Margaret Beaufort, der Mutter von Heinrich VII. Somit war Richard ein Cousin ersten Grades vom englischen König. Auch war er der Cousin ersten Grades von Alice St John, Ehefrau von Henry Parker. Ihre Tochter war Jane Parker, die wiederum George Boleyn, den Bruder von Anne Boleyn, heiratete.

## Leben während der Regentschaft von Heinrich VII.
König Heinrich VII. nahm Richard Pole als Knappen in seine Leibwache auf, schlug ihn vermutlich im August 1487 zum Knight Bachelor und gab ihm viele Lehen in Wales. Im Jahre 1495 stellte er auch Männer gegen die Rebellion Perkin Warbecks auf.
Sir Richard Pole war „ein tapferer und erfahrener Kommandant“. Zuerst diente er Heinrich in den schottischen Kriegen 1497. Ihm wurden 200 Bogenschützen und fünf Halb-Lanzierer gestellt, kurz danach 600 Waffenknechte, 60 Halb-Lanzierer und 540 Bogenschützen.
Der König ernannte ihn später zum Haushofmeister seines ältesten Sohnes und Erben, Arthur Tudor. Am 23. April 1499 wurde er als Knight Companion in den Hosenbandorden aufgenommen. Nachdem Arthur Tudor 1501 Katharina von Aragon geheiratet hatte, begleitete Pole das Ehepaar nach Ludlow Castle, dem damaligen Wohnsitz Arthurs als Prince of Wales. Später bekam er die Verantwortung für die walisischen Märsche übertragen. Ebenso hatte er die Aufgabe sich mit dem walisischen Vorstand zu beraten, wie sie den König über den Tod seines meistgeliebten und ältesten Sohnes am 2. April 1502 informieren sollten.

## Ehe und Nachkommen
Er heiratete Margaret Plantagenet, Tochter von George Plantagenet, 1. Duke of Clarence und Isabella Neville zwischen 1491 und 1494. William Shakespeare schrieb, Margaret habe sich in der Ehe gefunden. Horace Walpole schrieb, „Heinrich verheiratete sie mit dem bedeutsamen Sir Richard Pole, welcher der Walisische Prinz genannt wird“. Wahrscheinlich wurde gerade er für Margaret ausgewählt, weil der König ihm vertraute und selbst mit ihm verwandt war. Es war wichtig, die Plantagenet-Tochter mit einem treuen Mann zu verheiraten, da es immer wieder Aufstände gab, die die weiße Rose (Haus York) wieder an der Macht haben wollten. Mit Margaret hatte er fünf Kinder:
- Henry Pole, 1. Baron Montagu (um 1492–1539)
- Reginald Pole (um 1500–1558)
- Sir Geoffrey Pole (um 1501–1558)
- Sir Arthur Pole (um 1502–1535)

- Lady Ursula Pole (um 1504–1570), ⚭ Henry Stafford, 1. Baron Stafford

Er starb vor dem 18. Dezember 1505.